# Sovětská fotbalová reprezentace
Sovětská fotbalová reprezentace (Rusky: Сборная Советского Союза по футболу, přepis do latinky Sbornaja Sovětskogo Sojuza po futbolu výslovnost: Sbórnaja Savětskovo Sojúza po futbolu) byl fotbalový tým reprezentující Sovětský svaz před jeho rozpadem v roce 1991.

## Mistrovství světa
Největšího úspěchu na mistrovství světa dosáhli sovětští fotbalisté na šampionátu v roce 1966 v Anglii, kde byli vyřazení Německem až v semifinále.
Seznam zápasů fotbalové reprezentace SSSR na MS
| Rok    | Účast                                           | Soupisky |
| ------ | ----------------------------------------------- | -------- |
| 1930   | Ne                                              | –        |
| 1934   | Ne                                              | –        |
| 1938   | Ne                                              | –        |
| 1950   | Ne                                              | –        |
| 1954   | Ne                                              | –        |
| 1958   | Vyřazení ve čtvrtfinále Švédskem                | Soupiska |
| 1962   | Vyřazeni ve čtvrtfinále Chile                   | Soupiska |
| 1966   | Prohra v zápase o bronz s Portugalskem          | Soupiska |
| 1970   | Vyřazeni ve čtvrtfinále Uruguayí                | Soupiska |
| 1974   | Diskvalifikováni                                | –        |
| 1978   | Nepostoupili z kvalifikace                      | –        |
| 1982   | Nepostoupili z 2. kola                          | Soupiska |
| 1986   | Vyřazeni v osmifinále Belgií                    | Soupiska |
| 1990   | Nepostoupili ze skupiny                         | Soupiska |
| Celkem | Účast – 7× Zlato – 0×, Stříbro – 0×, Bronz – 0× |          |

## Mistrovství Evropy
Největšího úspěchu na ME dosáhla sovětská reprezentace v roce 1960, kdy porazila v boji o zlato Jugoslávii. Na následujícím EURU o čtyři roky později podlehli a odnesli stříbrnou medaili, stejně jako v letech 1972 a 1988.
Seznam zápasů sovětské fotbalové reprezentace na Mistrovství Evropy
| Rok    | Účast                                           | Soupisky |
| ------ | ----------------------------------------------- | -------- |
| 1960   | Zlatá medaile                                   | Soupiska |
| 1964   | Stříbrná medaile                                | Soupiska |
| 1968   | Prohra v zápase o bronz s Anglií                | Soupiska |
| 1972   | Stříbrná medaile                                | Soupiska |
| 1976   | Nepostoupili z kvalifikace                      | –        |
| 1980   | Nepostoupili z kvalifikace                      | –        |
| 1984   | Nepostoupili z kvalifikace                      | –        |
| 1988   | Stříbrná medaile                                | Soupiska |
| 1992   | Nahrazeni reprezentací SNS                      | Soupiska |
| Celkem | Účast – 6× Zlato – 1×, Stříbro – 3×, Bronz – 0× |          |